# Alexander Severin
Alexander Rolf Joakim Severin, född 22 januari 1994, är en svensk fotbollstränare som är assisterande tränare för Gais.
Severin växte upp utanför Mariestad och började spela fotboll i Hassle/Torsö GoIF som femåring. Han spelade även för Björsäters IF, IFK Mariestad och Jula BK, men avslutade den aktiva karriären redan som junior på grund av skador. Han gick nationell idrottsutbildning (NIU) på gymnasiet, och fick därefter jobb i IFK Göteborgs akademi, där han arbetade 2014–2018.
Då Severin läste Uefa Youth-utbildningen 2017 kom han i kontakt med Kenneth Gustafsson, som då arbetade med Gais akademi. 2019 började han arbeta för Gais akademi och klubbens U19-lag, och under Stefan Jacobssons tid som huvudtränare i Gais blev han även hjälptränare i A-laget. Som huvudtränare för Gais U19 ledde han laget upp i Allsvenskan 2022, och sedan december 2022 är han assisterande tränare för A-laget, där han arbetar i ett team med huvudtränare Fredrik Holmberg och assisterande tränare Kenneth Gustafsson. 2023 var han med och tog upp klubben i Allsvenskan 2024.